# Helderberg Nature Reserve
La réserve naturelle d'Helderberg  (Helderberg Nature Reserve) est une réserve naturelle de 398 hectares située au sud-est de la ville du Cap dans la province du Cap-Occidental en Afrique du Sud. Plus de 600 espèces de plantes comme  des protéas, des Leucospermums et des Leucadendrons (en tout 13 espèces de plantes en voies d'extinctions) prospèrent dans la réserve ainsi que des animaux tels des léopards, des caracals, des Céphalophe de Grimm, des Grysboks, des Steenboks, des tortues homopus et plus de 170 espèces d'oiseaux. 

## Localisation
Dominant False Bay, la réserve naturelle se trouve à Somerset West sur le versant sud des montagnes de Helderberg. Son entrée est située sur Verster Avenue.

## Historique
La réserve fut créée le 23 septembre 1960 par l'administrateur de la province du Cap à l'initiative du Rotary Club de Somerset West. 